# Fönsterträdlöpare
Fönsterträdlöpare (Dromius fenestratus) är en skalbaggsart som först beskrevs av Johan Christian Fabricius 1794.  Fönsterträdlöpare ingår i släktet Dromius, och familjen jordlöpare. Arten är reproducerande i Sverige.